# Crônicas babilônicas

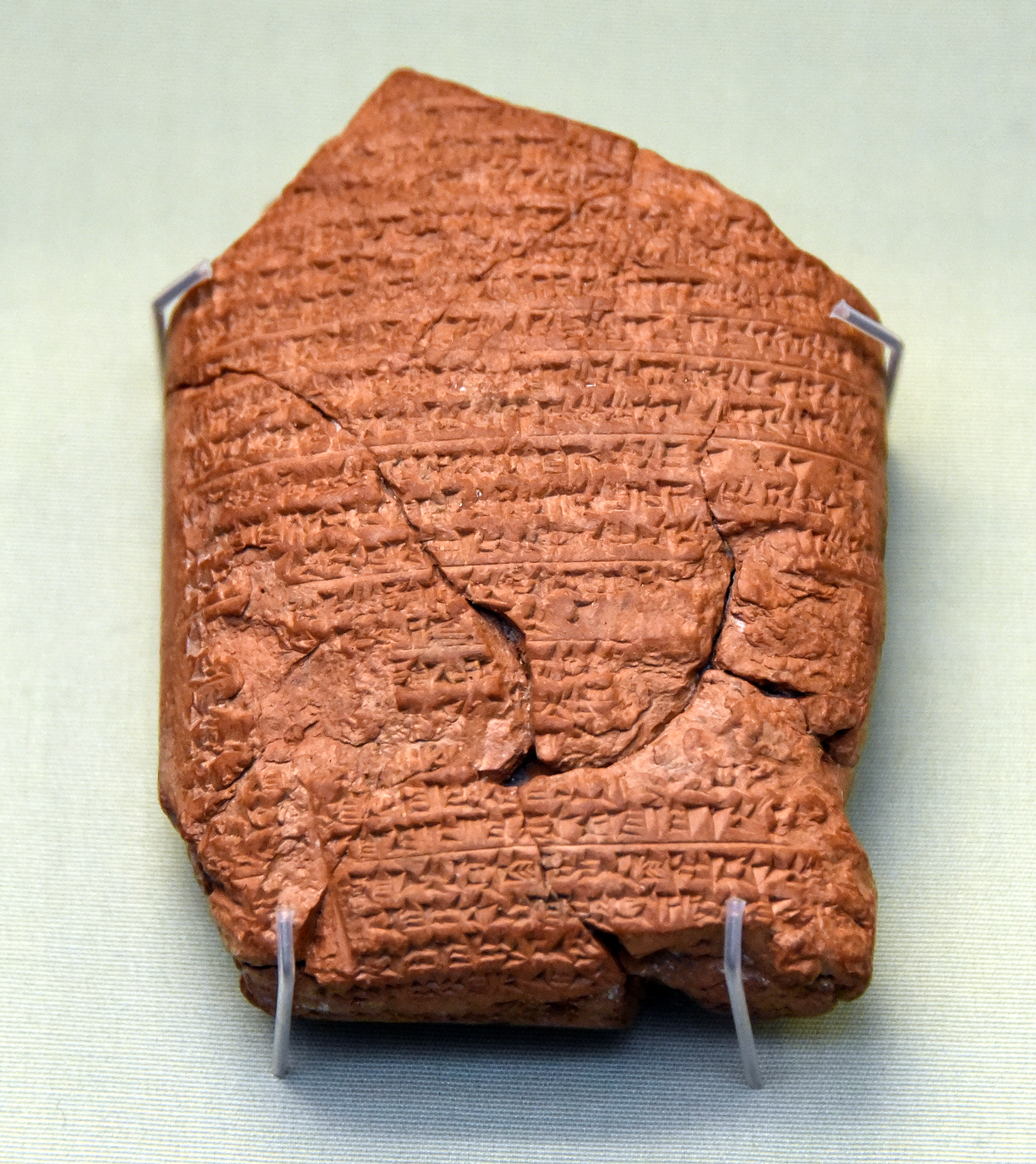
A Crônica de Nabucodonosor

As crônicas babilônicas ou crônicas mesopotâmicas são uma série vagamente definida de cerca de 45 tabuletas de argila que registram os principais eventos da história da Babilônia.
Elas representam um dos primeiros passos no desenvolvimento da historiografia antiga e foram escritas em escrita cuneiforme, datando do reinado de Nabonassar até o Período Parta. As tabuletas foram compostas por astrônomos babilônios ("caldeus") que provavelmente usaram os diários astronômicos babilônicos como fonte.
Quase todas as tabuletas foram identificadas como crônicas que faziam parte da coleção do Museu Britânico, tendo sido adquiridas por meio de negociantes de antiguidades em escavações desconhecidas realizadas durante o século XIX. Apenas três das crônicas são procedimentais. As crônicas fornecem a “narrativa principal” para grandes blocos da história atual da Babilônia.

## Descoberta e publicação
Acredita-se que as crônicas tenham sido transferidas para o Museu Britânico após escavações na Babilônia no século XIX e, posteriormente, deixadas indecifradas nos arquivos por décadas. A primeira crônica a ser publicada foi a BM 92502 (ABC1) em 1887 por Theophilus Pinches sob o título "The Babylonian Chronicle". Isso foi seguido em 1923 pela publicação da Fall of Nineveh Chronicle (ABC 3), em 1924 pela publicação de Sidney Smith da Esarhaddon Chronicle (ABC 14), da Akitu Chronicle (ABC 16) e da Crônica de Nabonido (ABC 7), e em 1956 pela publicação de Donald Wiseman de quatro outras tabuinhas, incluindo a Crônica de Nabucodonosor (ABC 5).